# NGC 5805
NGC 5805 este o galaxie lenticulară situată în constelația Boarul. A fost descoperită în 3 aprilie 1854 de către William Parsons, 3rd Earl of Rosse⁠(d).